# Linaria paradoxa
Linaria paradoxa är en grobladsväxtart som beskrevs av Svante Samuel Murbeck. Linaria paradoxa ingår i släktet sporrar, och familjen grobladsväxter. Inga underarter finns listade i Catalogue of Life.